# Рінкебю (станція метро)
59°23′17″ пн. ш. 17°55′43″ сх. д. / 59.388056° пн. ш. 17.928611° сх. д.
«Рінкебю» (швед. Rinkeby) — станція Стокгольмського метрополітену. 
Розташована на синій лінії, обслуговується потягами маршруту Т10. 
Була відкрита 31 серпня 1975 року. 
Відстань від станції Кунгстредгорден складає 12,3 км.
Пасажирообіг станції в будень —	6700 осіб (2019)

Розташована у мікрорайоні Рінкебю у Вестерорті
Конструкція: односклепінна тбіліського типу (глибина закладення 29 м) з однією острівною і однією береговою прямими платформами.
Від станції є відгалуження ССГ до електродепо Ріссне

## Операції
| Попередня станція | Лінія | Лінія     | Лінія | Наступна станція          |
| ----------------- | ----- | --------- | ----- | ------------------------- |
| Тенста до Юльста  |       | Лінія T10 |       | Ріссне до Кунгстредгорден |